# Liverpool (Australia)
Liverpool es un suburbio de la ciudad australiana de Sídney, situado 32 km al suroeste del Centro de Sídney, en la comuna de Liverpool. Se encuentra en las orillas del río Georges y es uno de los asentamientos urbanos más antiguos de Australia.
Se caracteriza por la variedad étnica de sus habitantes, muchos de los cuales han abierto cafés y restaurantes típicos.
Es un suburbio de 154 287 habitantes, según el censo de 2001.